# Articulation médio-carpienne

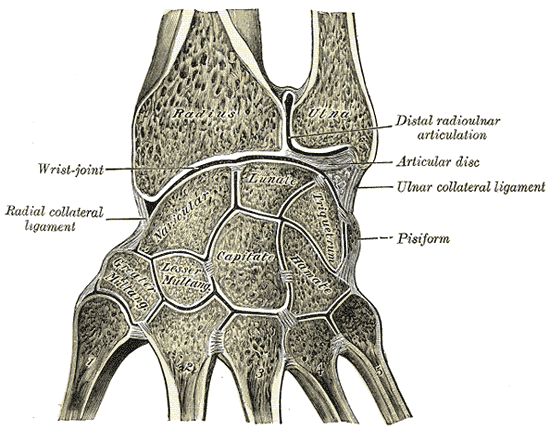
Coupe verticale des articulations du poignet, montrant les cavités synoviales.

L'articulation médio-carpienne est une des articulations du carpe constitutive de l'articulation du poignet qui unit la première rangée des os du carpe à la deuxième rangée.

## Structure
L'articulation médio-carpienne est une jointure synoviale de type mixte. La partie externe est une articulation plane et la partie interne est une articulation ellipsoïde.
La surface articulaire supérieure est constituée de dehors en dedans par les surfaces inférieures des os scaphoïde, lunatum et triquetrum.
La surface articulaire inférieure est constituée de dehors en dedans par les surfaces supérieures des os trapèze, trapézoïde, capitatum et hamatum.
La partie plane supérieure de l'articulation est constituée par le pôle distal de l'os scaphoïde et la partie inférieure par les faces supérieures des os trapèze et trapézoïde.
La partie médiale du pôle distal de l'os scaphoïde et les faces inférieures des os lunatum et triquetrum forme un concavité profonde orientée en bas. Celle-ci reçoit la partie convexe en haut formée par les faces supérieures des os capitatum et hamatum, formant la partie ellipsoïde de l'articulation.

### Cavité articulaire
La cavité de l'articulation médio-carpienne est très étendue et irrégulière. La majeure partie de la cavité est située entre les surfaces distales des os scaphoïde, lunatum et triquetrum et les surfaces proximales des os tapèze, trapézoïde, capitatum et hamatum.
Des prolongements proximaux de la cavité se produisent entre les os scaphoïde et lunatum et entre les os lunatum et triquetrum. Ces extensions atteignent presque la surface proximale de ces os de la rangée proximale et sont séparées de la cavité de l'articulation radiocarpienne par les fins ligaments interosseux.
Il existe trois prolongements distaux de la cavité articulaire médio-carpienne entre les quatre os de la rangée distale. L'espace articulaire entre les os trapèze et trapèzoïde et entre les os trapèze et capitatum peuvent communiquer avec les cavités des articulations carpo-métacarpiennes.
La cavité articulaire entre le premier métacarpien et le carpe est toujours séparée de l'articulation médio-carpienne.
La cavité articulaire entre l'os hamatum et les quatrième et cinquième métacarpiens est le plus souvent une cavité séparée, mais elle peut communiquer normalement avec l'articulation médio-carpienne.

## Moyens d'union
Les os du carpe sont maintenus par un système ligamentaire. Les ligaments extrinsèques du poignet contribuent à la fois à la stabilisation de l'articulation radio-carpienne et à celle de l'articulation médio-carpienne.
Les ligaments intrinsèques impliqués dans cette articulation sont :
- le ligament radié du carpe,
- le ligament dorsal intercarpien,
- les ligaments interosseux entre les os du carpe situés sur la face antérieure.

## Anatomie fonctionnelle
L'articulation médio-carpienne intervient en complément de l'articulation radio-carpienne dans tous les mouvements du poignet : flexion / extension, abduction / adduction et rotation.
L'ensemble des deux articulations permet une amplitude de 80° en flexion et de 50 à 90° en extension, extension limitée par la radio-carpienne.
L'amplitude de l'abduction est de 15° avec une contribution de 10° pour la radio-carpienne et de 5° pour la médio-carpienne.
L'amplitude de l'adduction est de 45° avec une contribution de 30° pour la radio-carpienne et de 15° pour la médio-carpienne.
Ces deux derniers mouvements sont limités par les ligaments collatéraux radial et ulnaire.
L'articulation médio-carpienne intervient très légèrement dans les mouvements de rotation.